# Sent Bauselh
Sent Bauselh (en francès Saint-Bauzeil) és un municipi francès situat al departament de l'Arieja i a la regió d'Occitània.